# IX symfonia Sznitkego
IX Symfonia Alfreda Sznitkego powstawała w ciągu dwóch lat poprzedzających śmierć kompozytora w 1998 roku. Dzieła rekonstrukcji nieczytelnego rękopisu partytury dokonał na prośbę Iriny Sznitke kompozytor młodszego pokolenia – Aleksandr Raskatow. Raskatow nie tylko odtworzył dziewiątą symfonię Sznitkego, ale napisał ponadto własną kompozycję: Nunc dimittis – ku pamięci Alfreda Sznitkego. Premierowe nagranie obu utworów poprowadził Dennis Russell Davies. 

## Powstanie
Alfred Sznitke tworzył IX Symfonię w latach 1997–1998. Kompozytor był w tym czasie prawostronnie sparaliżowany po trzecim z kolei udarze, który miał miejsce w 1994 roku, pisał więc swe ostatnie wielkie dzieło lewą ręką. Prace nad tą symfonią przerwała śmierć autora. Do tego czasu powstały trzy jej części: Andante, Moderato i Presto. 
Nie wiadomo, jaki był zamysł Sznitkego odnośnie do kształtu całości IX Symfonii. Poza tym rękopis utworu pozostawia wiele do życzenia, jeżeli chodzi o jego czytelność. Mimo tych trudności 19 czerwca 1998 roku IX Symfonia została wykonana w Moskwie pod dyrekcją Giennadija Rożdiestwienskiego, który ją odcyfrował i zaaranżował, inkrustując przy okazji cytatami z dzieł innych kompozytorów. Sznitke wysłuchał tej interpretacji na parę dni przed śmiercią i zdecydowanie ją odrzucił. 
Zdaniem Iriny Sznitke ostatnie dzieło jej męża jest muzycznym testamentem artysty. W związku z tym w kilka lat po śmierci kompozytora postanowiła udostępnić IX Symfonię publiczności. O odcyfrowanie nieczytelnej partytury poprosiła kompozytora Nikołaja Korndorfa. „Klątwa dziewiątej symfonii” znów dała o sobie znać i Korndorf zmarł na nowotwór mózgu wkrótce po rozpoczęciu prac. W związku z tym Irina zwróciła się z prośbą o dokończenie dzieła rekonstrukcji cenionego przez Sznitkego kompozytora młodszego pokolenia – Aleksandra Raskatowa. 
Raskatow odtworzył partyturę i twierdzi, że trzy oryginalne części symfonii stanowią kompletną całość. Jej kolejne części są coraz szybsze, wyrażając w ten sposób proces, który Raskatow nazwał „akceleracją czasu”. Zdaniem Raskatowa tematem ostatniej symfonii Sznitkego jest pożegnanie. 
Niezależnie od dzieła rekonstrukcji Raskatow napisał ponadto wokalno-symfoniczny utwór na mezzosopran i chór męski, korzystający z tekstu ortodoksyjnego rosyjskiego mnicha Starca Sylwana ze Świętej Góry – zainspirowanego nowotestamentowym Kantykiem Symeona (Łukasz 2, 29–32) – oraz z wiersza Josifa Brodskiego – ulubionego poety Sznitkego w ostatnich latach jego życia – zatytułowany Nunc dimittis – ku pamięci Alfreda Sznitkego. Wykorzystane w tym utworze teksty łączy skupienie się na przechodzeniu z tego świata do zaświatów po wypełnieniu swego doczesnego powołania. 
Prace nad obiema kompozycjami Raskatow zakończył w 2007 roku. Ich premierowego nagrania podjął się w 2008 roku Dennis Russell Davies wraz z orkiestrą Dresdner Philharmonie, kwartetem wokalnym The Hilliard Ensemble i mezzosopranistką Eleną Wasiljewą.

## Części
IX Symfonia Sznitkego składa się z trzech części – każda kolejna jest szybsza od poprzedniej:
1. [Andante]
2. Moderato
3. Presto

Pierwsza część nie miała oryginalnie oznaczonego tempa – Raskatow dodał je, idąc za sugestią Iriny Sznitke, że ideą kompozytora było eskalowanie od wolnej części na początku, do szybszej w środku i bardzo szybkiej na końcu.

## Instrumentacja
Sznitke użył w IX Symfonii dużej orkiestry, a w tym: potrójnej sekcji drewnianych instrumentów dętych, czterech rogów, trzech trąbek, trzech puzonów, tuby, sekcji smyczkowej, trzech perkusistów i klawesynu. 
Andante zaczyna się smyczkami, po których wchodzą klarnet i puzon. Raskatow nazwał tę sekcję „głosem z zaświatów”. Kolejne zdarzenia są przerywane przez gwałtowne blaszane instrumenty dęte. Klarnet odgrywa główną rolę, stopniowo zdobywając dominację nad sekcją drewnianą. 
Moderato zaczyna się od smyczków, po których wchodzą instrumenty dęte i czuły klawesyn. Róg gra złudne solo, a bęben wybija rytm zapowiadający szybki finał. Ta część stanowi przejście od lamentu pierwszej części do impetu części trzeciej. 
Presto zaczyna się smyczkami grającymi wbrew rytmowi i instrumentami dętymi budującymi ścianę dźwięku. Smyczki i piccolo prowadzą dialog. Na chwilę powraca klawesyn. Krótki chorał na instrumenty dęte powstaje i upada. Dysonansowe akordy w pianissimo zamykają to dzieło.

## Kontrowersje
Zarówno IX Symfonia Sznitkego w wersji zaproponowanej przez Raskatowa, jak jej prawykonanie pod dyrekcją Daviesa budzą kontrowersje. 
James Leonard z serwisu allmusic.com pisze: Dziewiąta Sznitkego może być albo nie być oceniana jako porównywalna z lub nawet przewyższająca jego Ósmą, ale jest ona znacznie lepsza niż Nunc dimittis Raskatowa, który jej towarzyszy i kończy swe omówienie kąśliwą uwagą: Ale po wysłuchaniu go [Nunc dimittis] słuchacz może być pewien, że jego kompozytor [Raskatow] nie dodał nic ze swej muzyki do partytury Dziewiątej Sznitkego. 
Robert Carl z serwisu ArkivMusic.com pisze: Nie mogę pomóc [w interpretacji IX Symfonii], lecz czuję, że budowanie utworu z najbardziej elementarnego, nawet banalnego materiału może mieć jakiś dydaktyczny sens lub być ponurym żartem w duchu humoru czasów sowietyzmu (mimo że kompozycja powstała po upadku tego imperium), po czym, przechodząc do omówienia Nunc dimittis, stwierdza: Bez względu na to, jakie są moje zastrzeżenia w stosunku do Sznitkego, Raskatow jest rewelacją. 
Kompozytor i dyrygent William C. White analizuje i interpretuje pokrótce na swej stronie IX Symfonię Sznitkego. Pisze on: Myślę, że jest to muzyka kogoś, kto jest już martwy – jak był Sznitke, po tym jak przy kilku okazjach podczas jego wylewów bywał uznawany za klinicznie martwego. Większość tej muzyki brzmi jak rozpoznawcze wędrówki ducha podczas jego pierwszego spotkania z nowym, zaświatowym uniwersum, a następnie konkluduje: Im więcej słucham tej symfonii, tym bardziej jestem nią zaintrygowany. To z pewnością delikatne dzieło i sądzę, że jest mnóstwo bogactwa do eksplorowania w jego niuansach.

## Dyskografia
- Alfred Schnittke, Symphony No. 9; Alexander Raskatov, Nunc Dimittis, Dresdner Philharmonie, The Hilliard Ensemble, Elena Vassilieva (mez.), Dennis Russell Davies (dyr.), ECM, 2009, ECM New Series 2025, 476 6994.
- Alfred Schnittke, Concerto grosso No. 1; Symphony No. 9, Cape Philharmonic Orchestra, Owain Arwel Hughes, BIS Records, 2009, CD-1727.
- Alfred Schnittke, The Ten Symphonies: Symfonia nr 0, Cape Philharmonic Orchestra, Owain Arwel Hughes; I Symfonia, Royal Stockholm Philharmonic Orchestra, Leif Segerstam; II Symfonia „St. Florian”, Mikaeli Chamber Choir, Royal Stockholm Philharmonic Orchestra, Leif Segerstam; III Symfonia, Royal Stockholm Philharmonic Orchestra, Eri Klas; IV Symfonia, Stockholm Sinfonietta, Uppsala Academic Chamber Choir, Okko Kamu; V Symfonia – Concerto grosso nr 4, Gothenburg Symfonia Orchestra, Neeme Järvi; VI Symfonia, BBC National Orchestra of Wales, Tada’aki Otaka; VII Symfonia, BBC National Orchestra of Wales, Tada’aki Otaka; VIII Symfonia, Norrköping Symfonia Orchestra, Lü Jia; IX Symfonia, Cape Philharmonic Orchestra, Owain Arwel Hughes, BIS Records, 2009, CD-1767-68.